# Bazelovité
Bazelovité (Basellaceae) je čeleď vyšších dvouděložných rostlin z řádu hvozdíkotvaré (Caryophyllales). Jsou to dužnaté, bylinné liány se střídavými jednoduchými listy a drobnými květy, vyskytující se v tropické Americe, v Africe a na Madagaskaru. Některé druhy slouží jako potravina. Melok hlíznatý je stará kulturní plodina pocházející z jihoamerických And.

## Popis
Bazelovité jsou vytrvalé ovíjivé nebo šplhavé bylinné liány, pouze některé pěstované formy mají vzpřímený vzrůst. Rostliny jsou dužnaté až sukulentní. Stonky jsou bylinné nebo na bázi dřevnatějící, krátkověké, u některých druhů každoročně znovu vyrážející z podzemních či nadzemních hlíz nebo ze ztlustlé báze stonku. Listy jsou jednoduché, střídavé, obvykle rozlišené na řapík a čepel, bez palistů. Čepel listů je oválná, vejčitá nebo srdčitá, až na výjimky (Tournonia hookeriana) celokrajná.
Květy jsou drobné, obvykle pětičetné, s výjimkou kalichu pravidelné, uspořádané v klasech, latách, hroznech nebo vidlanech.
Kalich je petaloidní, ze 2 protistojných lístků, srostlý s korunou. koruna je složena z 5 lístků, srostlých na bázi. Tyčinek je 5, jsou přirostlé ke koruně a srostlé na bázi nebo tvořící trubičku. Semeník je svrchní, srostlý ze 3 plodolistů, s jedinou komůrkou s 1 vajíčkem. Čnělka je 1 nebo 3. Plodem je oříšek, částečně nebo zcela obklopený vytrvalým okvětím. U druhu Basella alba je toto okvětí zdužnatělé.

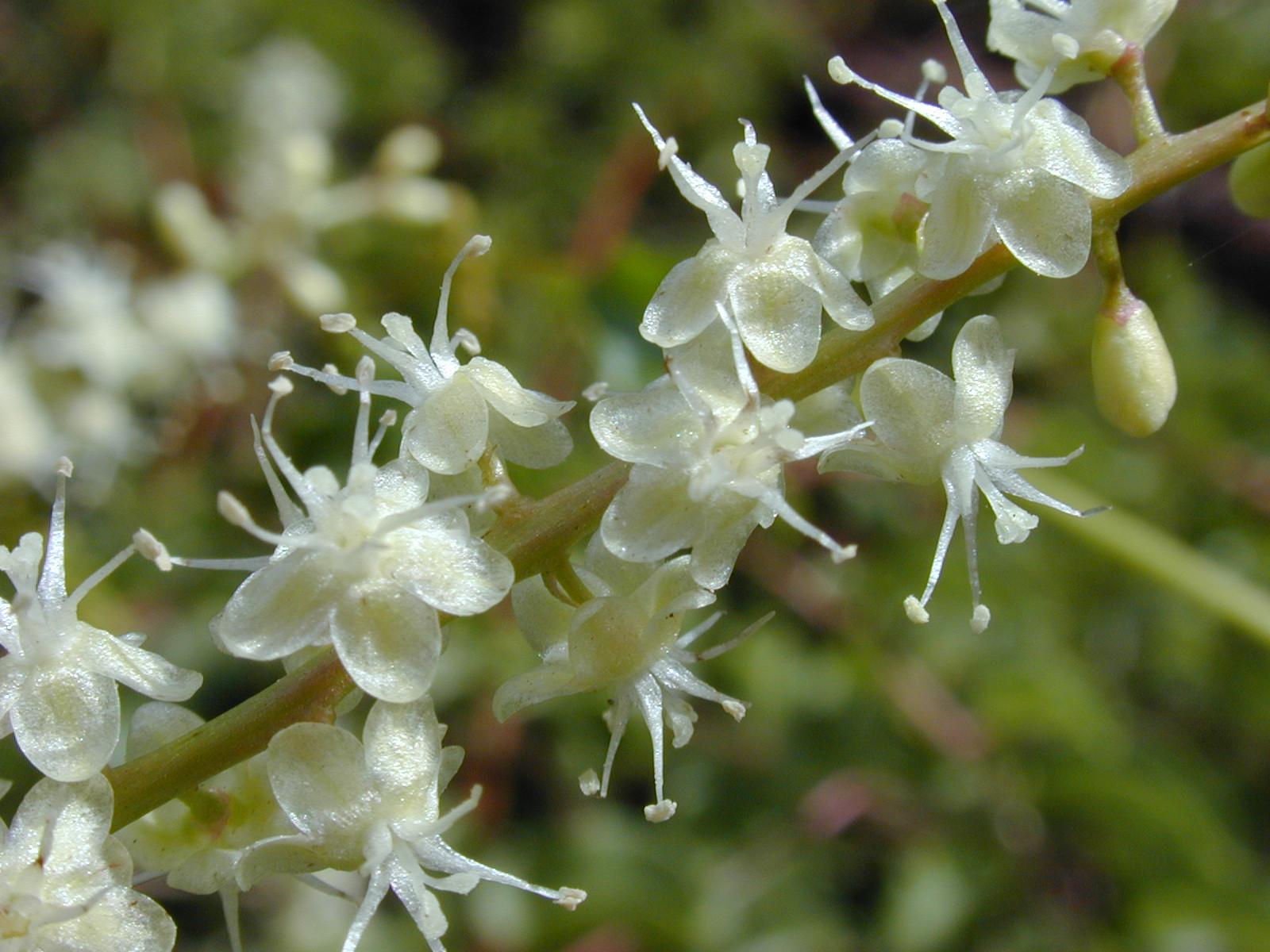
Květy Anredera cordifolia
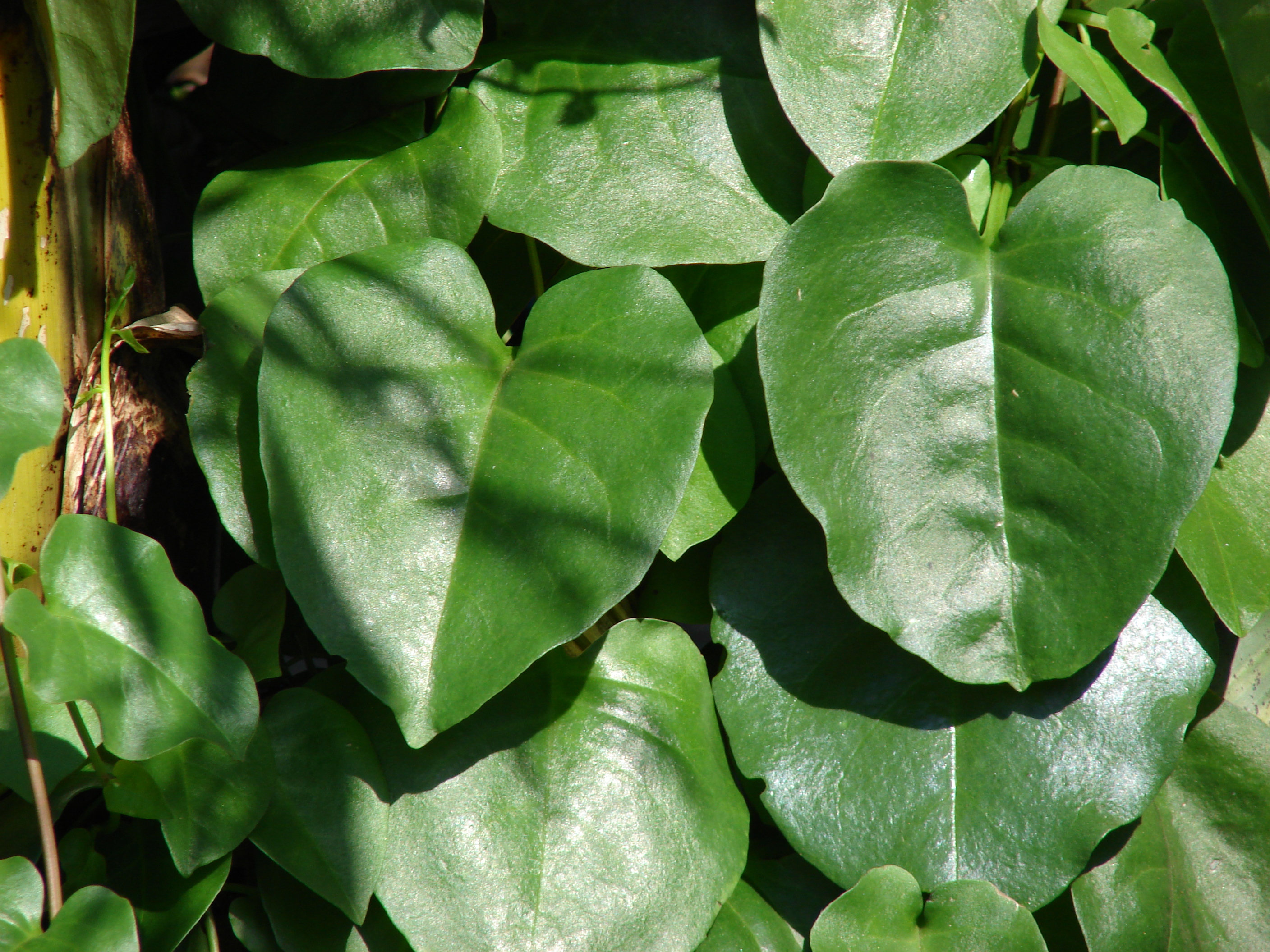
Listy Anredera cordifolia
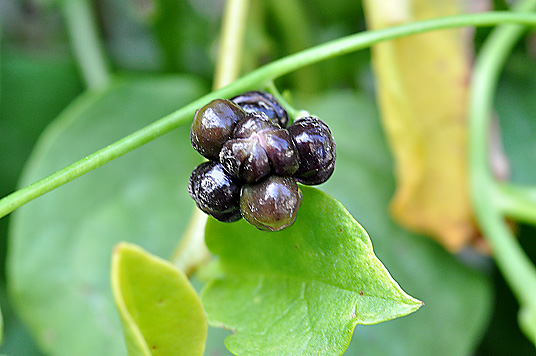
Plody bazely bílé (Basella alba)

## Rozšíření
Čeleď Basellaceae zahrnuje 19 druhů ve 4 rodech. Je rozšířena v subsaharské Africe, na Madagaskaru a v tropické Americe. Nejvíce druhů se vyskytuje v tropické Americe. Zde rostou ponejvíce na suchých a otevřených stanovištích v nadmořské výšce 0 až 4000 metrů. Některé druhy byly introdukovány do Asie (např. bazela bílá a Anredera cordifolia). V Evropě se žádný zástupce nevyskytuje.

## Taxonomie
Basellaceae byly v tradičních systémech stejně jako v současné taxonomii součástí řádu hvozdíkotvaré (Caryophyllales). Podle kladogramů APG jsou nejblíže příbuznými skupinami čeledi Didiereaceae a Halophytaceae.
Z rodu Anredera bývá někdy oddělován rod Boussingaultia.

## Ekologické interakce
O způsobech opylování není mnoho známo. Drobné vonné květy anredery (Anredera) lákají hmyz. Některé druhy rodu bazela jsou kleistogamické. Plody s dužnatým obalem jsou šířeny obvykle ptáky. Druh Anredera vesicaria má plody křídlaté, šířené větrem.

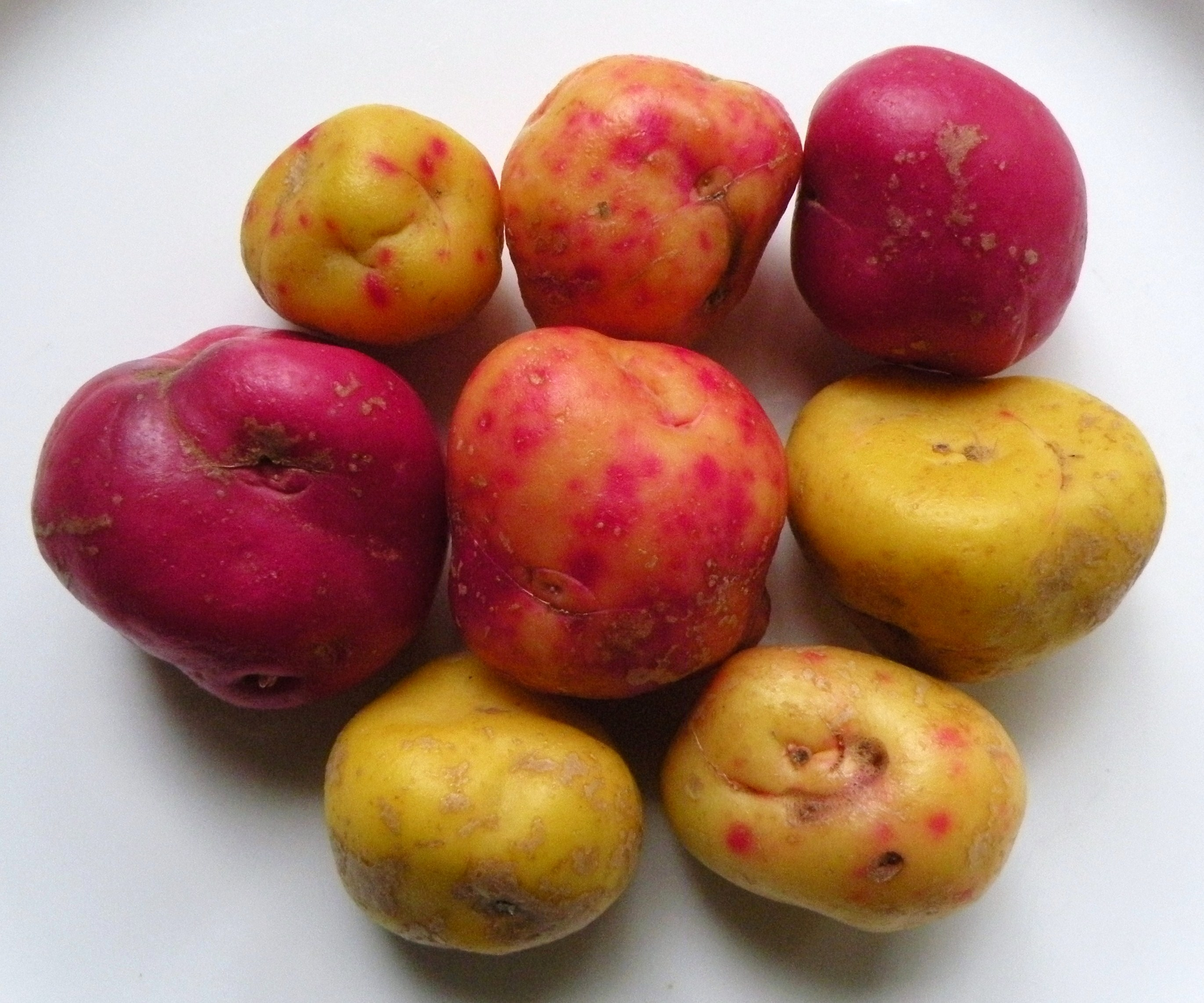
Jedlé hlízy meloku hlíznatého (Ullucus tuberosus)

## Význam
Některé druhy této čeledi jsou pěstovány v tropech celého světa. Melok hlíznatý (Ullucus tuberosus) je důležitá plodina v jihoamerických Andách a je pěstován již tisíce let pro jedlé škrobnaté hlízy. Jedlé jsou i listy. Bazela bílá (Basella alba) má jedlé listy, z nichž se dělá např. špenát, a plody jsou používány k barvení potravin.

## Zástupci
- anredera (Anredera)
- bazela (Basella)
- melok (Ullucus)[5]

## Přehled rodů
Anredera, Basella, Tournonia, Ullucus